# 1814
Cette page concerne l'année 1814 (MDCCCXIV en chiffres romains) du calendrier grégorien.  Pour le nombre 1814, voir 1814 (nombre).
L'année 1814 est une année commune qui commence un samedi.

## Événements
- 1er janvier, Chine : l’armée de Pékin reprend Huaxian, au nord du Henan, dernier bastion de la secte de la Raison céleste[1]. L’ordre est ramené au prix d’un véritable massacre.

- 1er février, Philippines : une violente éruption du Mayon fait environ 1 200 victimes[2].
- Février : les Birmans envahissent le royaume de Manipur et placent Marjit Singh sur le trône. Il est couronné le 6 avril[3].

- 2 mars : seconde expédition de Burckhardt en Nubie. Parti de la vallée du Nil, il atteint Chendi le 4 avril, puis Suakin le 26 juin d'où il embarque pour Djeddah qu'il atteint le 28 juillet[4].

- 30 mai : traité de Paris. Le Royaume-Uni obtient l’île Maurice, Rodrigues et les Seychelles[5]. Sir Robert Townsend Farquhar est nommé gouverneur de l’île Maurice. L'île Bonaparte, qui a repris son nom d'île Bourbon, doit être rendue à la France (1815).

- 13 août : convention de Londres Un accord avec le Royaume-Uni prévoit la restitution aux Pays-Bas de toutes leurs colonies sauf Ceylan, le Cap et une partie de la Guyane[6]. L'Afrique du Sud passe sous administration britannique. Les Boers craignent de perdre totalement leur liberté. Au cours des années suivantes, le Royaume-Uni encourage l’implantation de plusieurs milliers de colons britanniques, en particulier autour de Port Elizabeth, et de Port-Natal (Durban).

- 15 septembre, Tunis : à la mort d’Hammouda Pacha, son frère Osman Bey ne règne que trois mois. Son cousin germain Mahmoud Bey prend alors le pouvoir et le titre de bey de Tunis le 20 décembre (fin en 1824)[7].

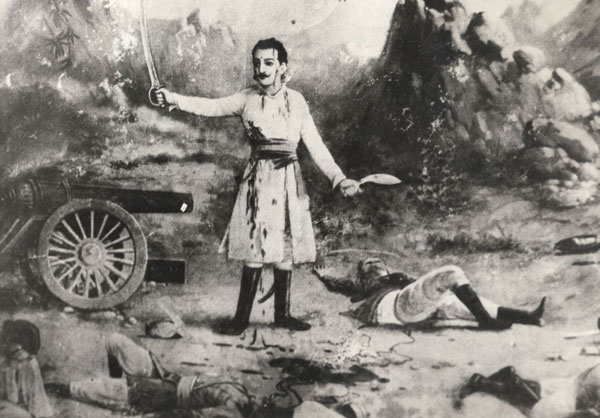
: guerre anglo-népalaise.

- 1er novembre : début de la guerre britannico-gurkha au Népal à la suite du massacre d’une petite garnison britannique par les Gurkhas le 29 mai (fin en 1816)[8]. Les Britanniques sont défaits sur un terrain montagneux peu propice aux mouvements de troupes.
- 25 novembre : traité britannico-persan définitif conclu à Téhéran sur la base des négociations de sir Harford Jones (en)[9], alliance défensive et d’assistance mutuelle qui garantit une aide substantielle aux Perses pour leurs dépenses de guerre.

- L’État peul du Fouta-Djalon, menacé par la division de l’aristocratie au pouvoir, instaure le principe de l’alternance bisannuelle : les deux principales familles régnantes, les Alfaya et les Soriya, se partagent le pouvoir. Cette mesure n’empêche pas l’assassinat de l’almami Abdoulaye Bademba, un Alfaya alors au pouvoir, par son rival soriya, Abdoul Gadiri[10].

- El-Kanemi prend le titre de cheikh du Bornou et installe sa capitale à Kouka, au sud-ouest du lac Tchad. Il est le véritable maître du Bornou, bien qu’il maintienne la dynastie Sefouwa sur le trône (mort en 1835). Kouka s’enrichit grâce aux expéditions militaires du cheikh El-Kanemi. Elle devient le plus important marché d’esclave du Soudan central[10].

### Amérique
- 5 janvier, guerre d'indépendance du Mexique : victoire royaliste à la bataille de Puruarán[11].
- 15 janvier, guerre d'indépendance de la Colombie : victoire des patriotes des Provinces-Unies de Nouvelle-Grenade à la bataille de Calibío[12].
- 20 janvier, Provinces-Unies du Río de la Plata : le dirigeant du parti fédéraliste José Artigas et son armée de 3 000 hommes, en rupture avec Buenos Aires après l'expulsion de l'Assemblée de l'an XIII des six député de la Bande orientale, se retirent du siège de Montevideo, et donnent le coup d’envoi des guerres civiles argentines[13].
- 27 mars : victoire sanglante d’Andrew Jackson sur les Creeks à la bataille de Horseshoe Bend, près de La Nouvelle-Orléans[14]. Les Creeks sont pris à revers par des auxiliaires Cherokees. Près de 800 Indiens sont tués.

- 12-28 avril : victoire des patriotes des Provinces-Unies de Nouvelle-Grenade à la bataille de Juanambú[12].

- 9 mai : victoire des patriotes des Provinces-Unies de Nouvelle-Grenade à la bataille de Tacines[12].
- 10 mai : victoire royaliste sur les patriotes colombiens à la bataille des ejidos de Pasto[15]. Fin de la campagne de Nariño dans le sud. Antonio Nariño se rend au maréchal royaliste Aymerich.
- 14-17 mai : bataille navale du port del Buceo entre Argentins et Espagnol pendant la guerre d'indépendance de l'Uruguay[16].

- 15 juin : victoire royaliste décisive sur les républicains vénézuéliens à la bataille de La Puerta[17].
- 23 juin : prise de Montevideo par les indépendantistes uruguayens[18].

- 7 juillet, Venezuela : les loyalistes reprennent Caracas. Les llaneros de l’intérieur, ralliés par Boves et Morales à l’Espagne, chassent Simón Bolívar, qui doit fuir en Nouvelle-Grenade où il rédige une charte pour une Amérique latine indépendante (1815)[17]. José Tomas Boves fait régner la terreur mais est tué à Urica le 5 décembre[19].
- 17 – 20 juillet : victoire britannique à la bataille de Prairie du Chien[20].

- 9 août : traité de Fort Jackson. Les Creeks signent un traité au terme duquel ils perdent d’immenses territoires[21]. Le traité accorde aux Indiens des droits individuels de propriété foncière, disloquant la propriété commune de la terre.

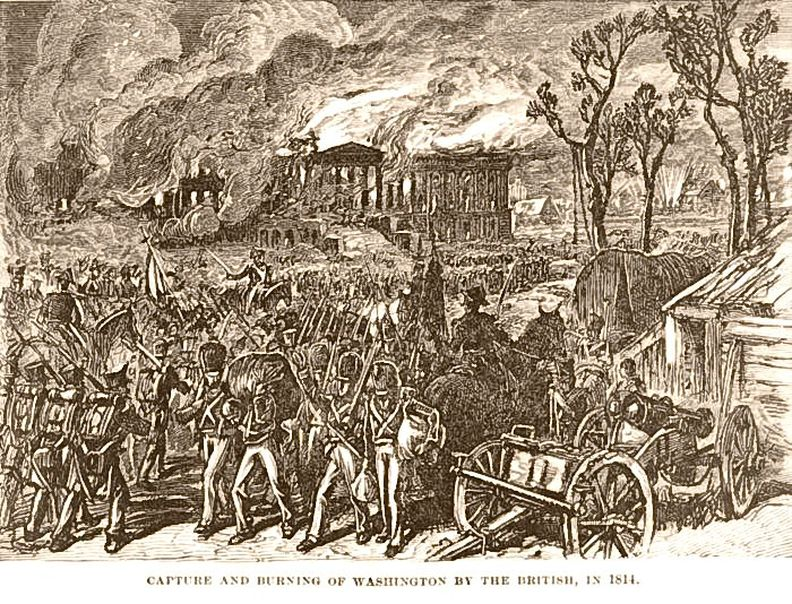
24 août : incendie faisant suite à la prise de la ville de Washington, après la

- 24 août : prise de Washington par les Britanniques. Incendie de Washington : Le Capitole et la Maison-Blanche sont brûlées[22].

- 6 - 11 septembre : victoire des Américains sur les Britanniques sur le lac Champlain (bataille de Plattsburgh)[23].
- 12-15 septembre : bataille de Baltimore. Création de l’Hymne national américain, la Bannière étoilée, rédigé par l’attorney Francis Scott Key le 14 septembre[24].

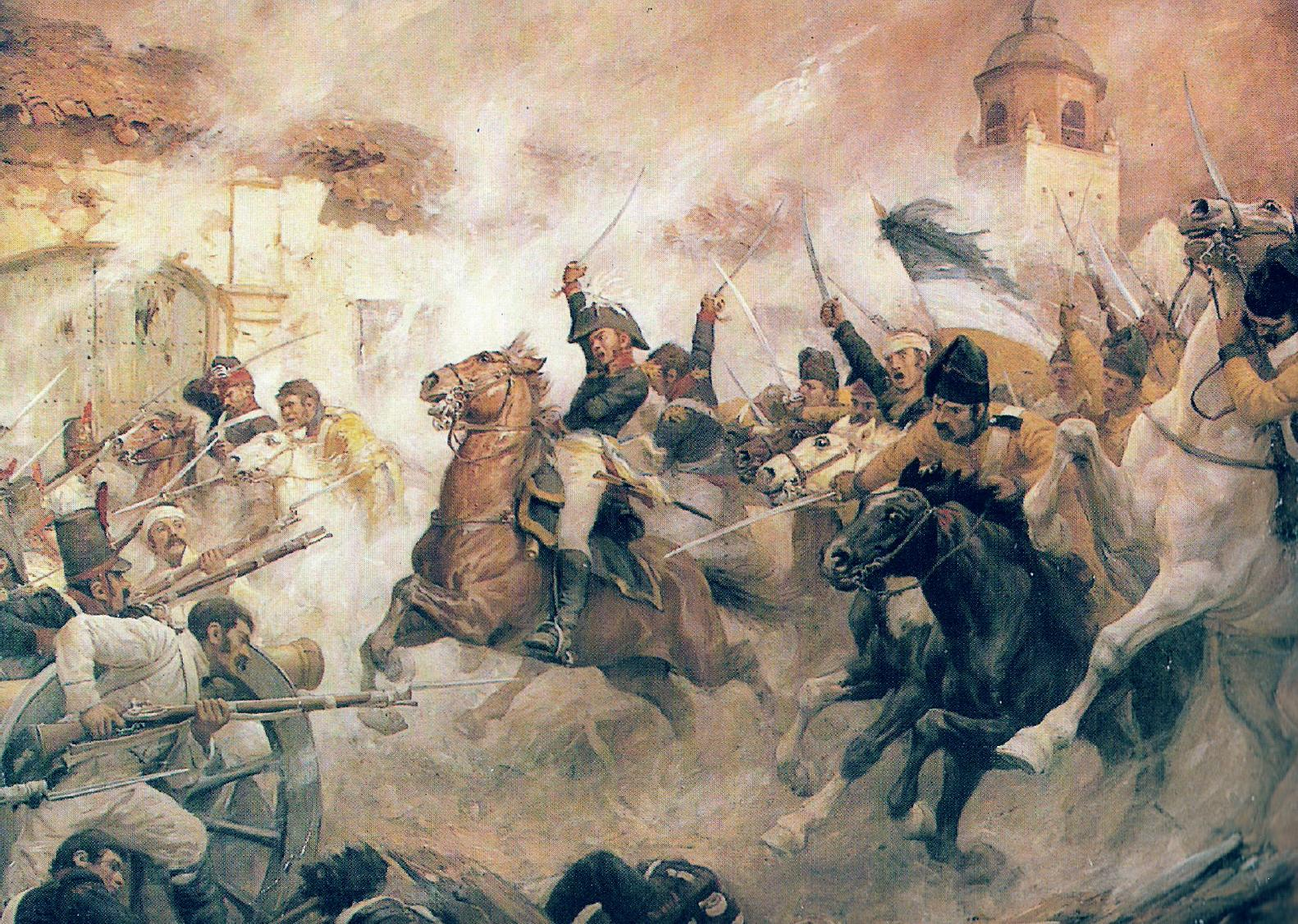
2 octobre : désastre de Rancagua. Charge de Bernardo O'Higgins

- 1er et 2 octobre : désastre de Rancagua au Chili[25].
- 9 octobre : Mariano Osorio devient gouverneur de la capitainerie générale du Chili (fin le 26 décembre 1815). Répression exercée par l’armée du vice-roi du Pérou au Chili[26].

- 24 décembre : paix de Gand, qui met fin à la guerre entre les États-Unis et le Royaume-Uni (statu quo territorial)[6].

### Europe
- 6 et 11 janvier, Italie : Murat, pour conserver le trône de Naples, signe une convention d’armistice avec le Royaume-Uni et s’allie à l’Autriche[27]. Il évite pendant la campagne de 1814 à se heurter de front au camp français et à Eugène de Beauharnais.
- 14 janvier : traité de paix de Kiel par lequel le Danemark reconnaît que la Norvège revient à la Suède et reçoit en échange la Poméranie suédoise. Il conserve l’Islande, les Féroé et le Groenland. Le Royaume-Uni obtient Heligoland[6]. Conquête de la Norvège par la Suède.
- 25 janvier : début de la campagne de France. La France est envahie par les Alliés. Napoléon prend le commandement de l'armée française[28].

- 2 février : Carnot, nommé gouverneur par Napoléon, arrive à Anvers alors en état de siège. La garnison française résiste jusqu'au 4 mai[29].
- 8 février, royaume d’Italie : victoire du prince Eugène à la bataille du Mincio[30].
- 9-14 février : campagne des Six-Jours. Napoléon réussit par des manœuvres de rocades à battre séparément les Alliés à Champaubert, Montmirail, Vauchamps (10-15 février) et à Montereau (17-18 février)[31]. Mais il ne peut pas empêcher les Alliés de prendre Paris le 31 mars. Il abdique à Fontainebleau le 6 avril.

- 1er mars : quadruple alliance offensive et défensive signée entre l'Autriche, la Russie, la Prusse et le Royaume-Uni au traité de Chaumont[32].
- 8 mars : défense de Berg-op-Zoom[33].
- 22 mars : début du règne de Ferdinand VII d'Espagne, de retour d'exil (fin en 1833)[34]. Il rétablit l’absolutisme le 4 mai et casse les décisions des Cortes de Cadix concernant l’abolition des droits féodaux et la mise en application de la Constitution[35]. L’Inquisition est rétablie (21 juillet)[36].
- 29 mars : constitution aux Pays-Bas adoptée par une assemblée de notables[37].

- 31 mars : 

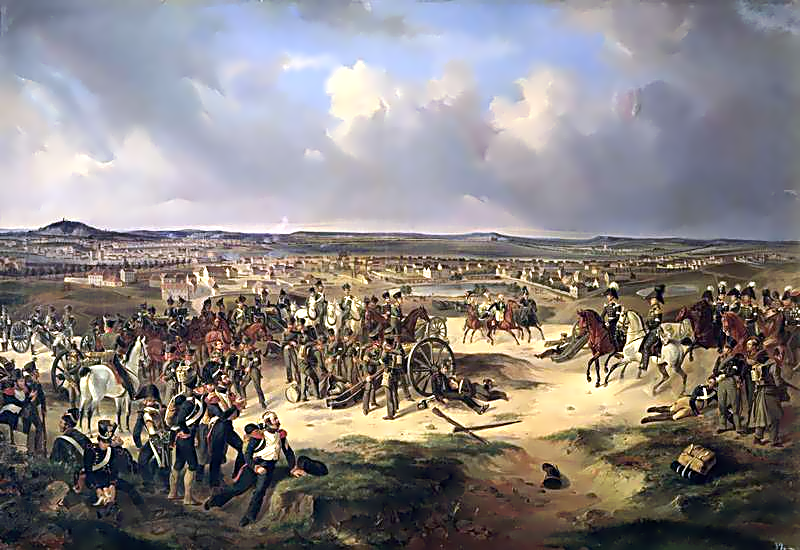
30 mars : bataille de Paris.

  - bataille de Courtrai remportée par le général Maison sur l’armée saxonne[38].
  - capitulation de Paris[32].

- 6 avril : 
  - abdication sans condition de Napoléon Ier. Il conserve le titre impérial, reçoit une rente et la souveraineté sur l’île d’Elbe (signée le 11 avril par le traité de Fontainebleau)[39].
  - Première Restauration. Le Sénat conservateur adopte un projet de constitution visant à rétablir la monarchie en France. Louis XVIII frère de Louis XVI monte sur le trône (fin de règne en 1824)[40].
- 13 - 15 avril : victoire alliée à la bataille du Taro, en Émilie-Romagne[30].

- 20 avril : lynchage de Giuseppe Prina, ministre des Finances du royaume d’Italie à Milan[30].
- 29 avril : capitulation de la garnison française de Hambourg (Davout)[41].

- 2 mai : déclaration de Saint-Ouen. Louis XVIII refuse le projet de constitution dit Constitution des rentes, rédigé par le gouvernement provisoire et le Sénat. Il octroie une Charte le 4 juin[42].
- 3 mai : Napoléon arrive à l'île d'Elbe sur l'Undaunted, frégate britannique. Il débarque le lendemain[43].

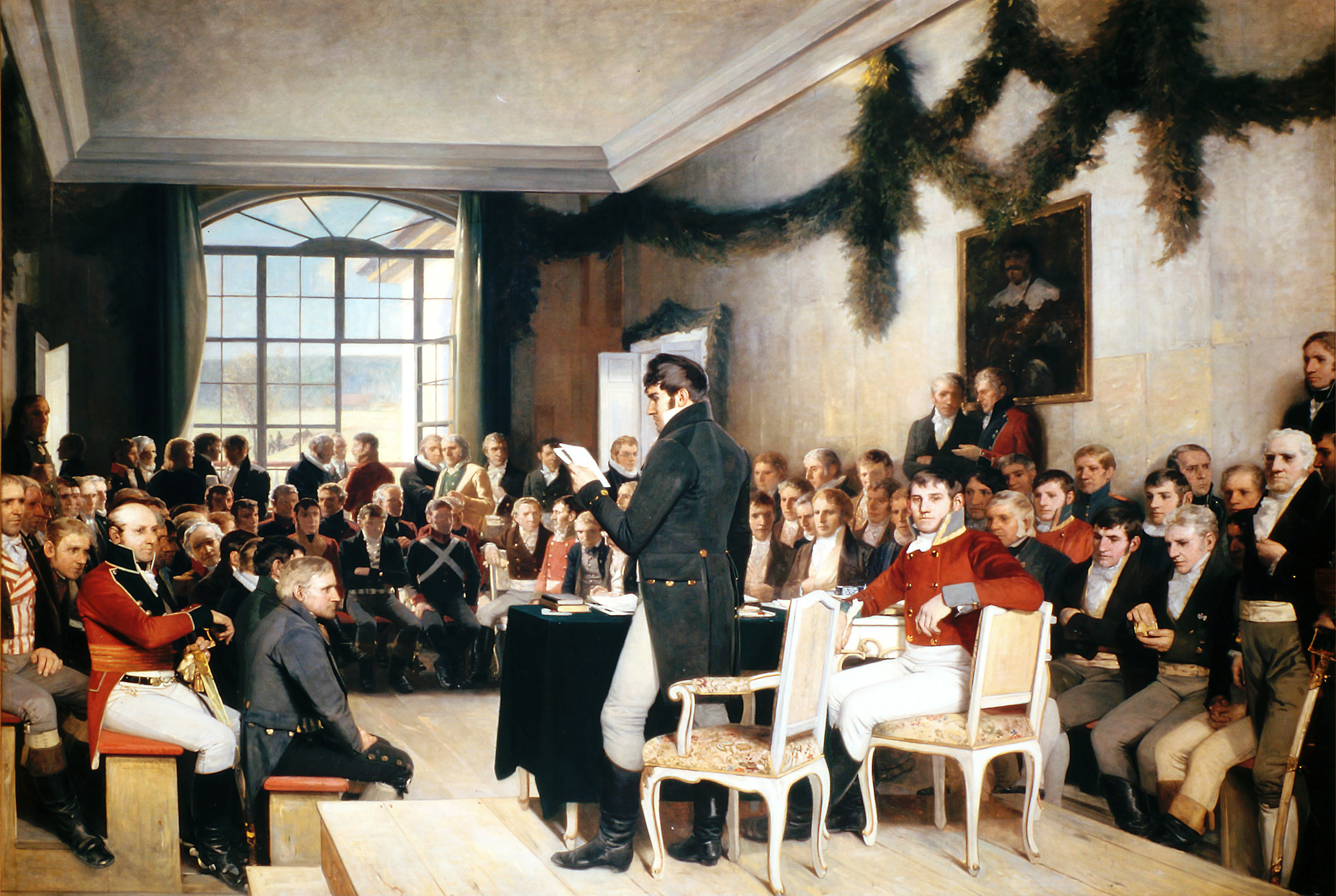
17 mai : constitution d'Eidsvoll

- 17 mai : constitution d'Eidsvoll en Norvège, inspirée de la Constitution française de 1791. Le Parlement (Storting), subdivisé en deux Chambres (Odelsting et Lagting), légifère et contrôle l’action du gouvernement. Le roi est chef de l’exécutif et dispose d’un droit de veto suspensif face aux décisions du Storting[44].
- 21 mai : Victor-Emmanuel Ier de Savoie arrive à Turin et décrète « l’observation des constitutions royales de 1770 ». Il devient roi de Piémont (fin en 1821)[45].
- 24 mai : le pape Pie VII, libéré par Napoléon, quitte Fontainebleau le 23 janvier et rentre à Rome. Il envoie son représentant Consalvi au Congrès de Vienne et retrouvera ses États[46].
- 30 mai : premier traité de Paris. Le territoire de la France est ramené aux frontières de 1792[47]. Le traité rend le comté de Nice et une partie de la Savoie au duc Victor-Emmanuel. La maison de Savoie est rétablie dans ses droits et les frontières de 1760 sont rétablies.

- 1er juin, Genève : débarquement des Suisses au Port-Noir[48].

- 5 juillet : traité de Madrid entre l'Espagne et le Royaume-Uni qui obtient la clause de la nation la plus favorisée dans le commerce avec les colonies espagnoles[6].
- 21 juillet : le prince d’Orange accepte le protocole de Londres du 21 juin par lequel les Alliés demandent la réunion des Pays-Bas et de la Belgique, à l’origine de la création du royaume uni des Pays-Bas[49].

- Août : Charles Robert de Nesselrode devient ministre des Affaires étrangères en Russie (1814-1856)[50].
- 7 août : le pape Pie VII rétablit solennellement la Compagnie de Jésus dans le monde entier (par la bulle Sollicitudo omnium ecclesiarum), après en avoir discrètement approuvé sa survivance en Russie (en 1801) et dans le royaume de Naples (1804)[51]. Tadeusz Brzozowski, Supérieur des jésuites en Russie, est nommé supérieur général. Le père Pierre-Joseph de Clorivière est chargé de son rétablissement en France.
- 14 août : convention de Moss. Union personnelle entre la Suède et la Norvège. Le prince Christian-Frédéric renonce à la couronne norvégienne. Le 4 novembre, la Diète proclame Charles XIII de Suède roi de Norvège[52].

- 3 septembre : vote d'une loi sur la conscription générale et obligatoire en Prusse[53].
- 26 septembre (14 septembre du calendrier julien) : création de la Philiki Etairia à Odessa[54]. Cette société secrète grecque se donne pour mission de fomenter une insurrection des peuples chrétiens de la péninsule balkanique contre les Ottomans qui conduirait à l’indépendance de la Grèce. Son chef Alexandre Ypsilántis est le fils du hospodar de Valachie Constantin et elle compte de nombreux membres parmi les boyards phanariotes des principautés danubiennes.

- 16 octobre : inondation de bière de Londres[55].
- 24 octobre : amnistie des prisonniers politique au Portugal. Libération des chefs libéraux arrêtés en 1810[56].

- 1er novembre : ouverture du congrès de Vienne (fin en juin 1815)[57]. Il doit avaliser le traité de Paris et redessiner la carte politique de l’Europe.

## Naissances en 1814
- 9 janvier : Émile Perrin, peintre, critique d'art et décorateur de théâtre français († 8 octobre 1885).
- 13 janvier : William Blundell Spence, artiste, musicien et peintre britannique († 23 janvier 1900).
- 15 janvier : Pierre-Jules Hetzel, éditeur français († 17 mars 1891).
- 17 janvier :
  - Hippolyte Lucas, entomologiste français († 5 juillet 1899).
  - Mehmed Fuad Pacha, homme d’État et littérateur ottoman († 13 février 1869).
- 21 janvier : Thomas Attwood Walmisley, compositeur et organiste anglais († 17 janvier 1856).
- 24 janvier : Pierre-Frédéric Dorian, industriel et homme politique français († 14 avril 1873).
- 27 janvier : Eugène Viollet-le-Duc, architecte, ingénieur et écrivain français († 17 septembre 1879).
- 31 janvier :
  - Jean-Baptiste Frénet, peintre, sculpteur, photographe et homme politique français († 12 août 1889).
  - Andrew Ramsay, géologue britannique († 9 décembre 1891).

- 1er février : Jean-Baptiste Capronnier, peintre verrier belge d'origine française († 31 juillet 1891).
- 8 février : Julien-Léopold Lobin, maître verrier français († 11 mai 1864).
- 12 février : Pedro Tintorer, pianiste, compositeur et professeur espagnol († 11 mars 1891).
- 14 février : Charles-Philippe Place, cardinal français, archevêque de Rennes († 5 mars 1893).
- 21 février : Nicolò Gabrielli, compositeur italien († 14 juin 1891).
- 27 février : Charles Baugniet, peintre, lithographe et aquarelliste belge († 5 juillet 1886).
- 28 février : William Henry Giles Kingston, écrivain et traducteur britannique († 5 août 1880).

- 3 mars : Louis Buvelot, peintre, lithographe, dessinateur, photographe et enseignant suisse († 30 mai 1888).
- 6 mars : Jean-Baptiste-Ange Tissier, peintre français († 4 avril 1876).
- 9 mars : Taras Chevtchenko, poète, peintre, ethnographe et humaniste russe († 10 mars 1861).
- 28 mars : Arsène Houssaye, poète, journaliste et auteur dramatique français († 26 février 1896).

- 12 avril : William D. Kelley, homme politique américain († 9 janvier 1890).
- 14 avril :
  - Félix Le Couppey, pianiste, compositeur et pédagogue français († 4 juillet 1887).
  - Henri Lehmann, peintre français d'origine allemande († 31 mars 1882).
- 19 avril : Édouard Vasselon, peintre de fleurs et portraitiste français († 28 octobre 1884).
- 20 avril : Georgiana Houghton, peintre et spirite britannique († 1884).
- 25 avril :
  - El Cano (Manuel Jiménez y Meléndez), matador espagnol († 23 juillet 1852).
  - Charles Le Roux, peintre paysagiste et homme politique français († 27 février 1895).

- 1er mai : Charles Porion, peintre français († 1908).
- 4 mai : François-Auguste Ravier, peintre paysagiste français († 26 juin 1895).
- 9 mai : Adolph von Henselt, pianiste et compositeur allemand († 10 octobre 1889).
- 10 mai : Luigi Bisi, peintre, dessinateur et architecte italien († 11 septembre 1886).
- 15 mai : Antoine Chintreuil, peintre français († 8 août 1873).
- 16 mai : Jan Tysiewicz, peintre et illustrateur polonais († 15 janvier 1891).
- 21 mai : Louis Janmot, peintre et poète français († 1er juin 1892).
- 22 mai : Armand Limnander de Nieuwenhove, compositeur belge († 15 août 1892).
- 26 mai : Wilhelm Engerth, architecte et ingénieur autrichien († 4 septembre 1884).
- 27 mai : William Guybon Atherstone, médecin, botaniste et géologue britannique († 26 juin 1898).
- 30 mai : Mikhaïl Bakounine, théoricien de l'anarchisme et philosophe russe († 1er juillet 1876).

- 8 juin : Louis Coblitz, peintre allemand († 19 avril 1863).
- 14 juin : Jules Salles-Wagner, peintre français († 30 décembre 1900).
- 17 juin :
  - Carl Wilhelm Hübner, peintre allemand († 5 décembre 1879).
  - Jules Jean François Pérot, peintre français († 11 décembre 1876).
- 21 juin : Charles-Théodore Frère, peintre français († 24 mai 1886).
- 25 juin : Auguste Daubrée, géologue français († 29 mai 1896).

- 2 juillet : Thérèse Wartel, compositrice, pianiste et critique musicale française († 6 novembre 1865).
- 9 juillet : Henry Vianden, lithographe et graveur américain d'origine allemande († 5 février 1899).
- 19 juillet : Ludwig von Gablenz, général et homme politique autrichien († 28 janvier 1874).
- 26 juillet : Auguste Steinheil, peintre français († 16 mars 1885).

- 6 août : Henri Guillaume Schlesinger, peintre de portrait et de genre allemand († 21 février 1893).
- 9 août : Alexander Willem Michiel Van Hasselt, médecin et naturaliste néerlandais († 16 septembre 1902).
- 10 août : Henri Nestlé, pharmacien et industriel suisse († 7 juillet 1890).
- 11 août : Ivan Mažuranić, poète, linguiste et homme politique croate († 4 août 1890).
- 12 août : Charles Octave Blanchard, peintre français († 12 juillet 1842).
- 13 août : Anders Jonas Ångström, astronome et physicien suédois († 21 juin 1874).
- 19 août : Mary Ellen Pleasant, entrepreneuse abolitionniste américaine († 11 janvier 1904).
- 21 août : Augustin Savard, compositeur et pédagogue français († 7 juin 1881).
- 26 août : Janez Puhar, prêtre, photographe, poète et peintre slovène alors dans l'empire d'Autriche († 7 août 1864).

- 8 septembre : Charles Étienne Brasseur de Bourbourg, missionnaire et archéologue français († 8 janvier 1874).
- 15 septembre : Ferdinand von Arnim, architecte et un peintre d'aquarelles prussien († 23 mars 1866).
- 29 septembre : Polyclès Langlois, graveur, dessinateur et peintre français († 30 novembre 1872).

- 4 octobre : Jean-François Millet, peintre français († 20 janvier 1875).
- 14 octobre :
  - Édouard Baille, peintre français († 22 mai 1888).
  - Théodore Fourmois, paysagiste, peintre de scènes de genre, aquarelliste, dessinateur et graveur belge († 16 octobre 1871).
- 19 octobre : Theodoros P. Vryzakis, peintre grec († 6 décembre 1878).
- 22 octobre : Auguste Clésinger, peintre et sculpteur français († 5 janvier 1883).
- 24 octobre : Rafael Carrera : président du Guatemala († 14 avril 1865).

- 6 novembre : Adolphe Sax, facteur d'instrument de musique belge († 7 février 1894).
- 17 novembre : Louis Français, peintre, graveur et illustrateur français († 28 mai 1897).
- 30 novembre : Eugène Rouher, avocat et homme politique français († 3 février 1884).

- 13 décembre : Samuel D. Lecompte, homme politique américain († 24 avril 1888).
- 17 décembre : Antoine Vialon, dessinateur, graveur, éditeur de musique et compositeur français († 4 mars 1866).
- 27 décembre : Jules Simon (François-Jules Suisse), philosophe et homme d'État français († 8 juin 1896).
- 28 décembre : Eugène Appert, peintre français († 8 mars 1867).
- 31 décembre : Silvestro Valeri, peintre italien († 1902).

- Date précise inconnue :
  - Jules Denefve, violoncelliste, compositeur et chef d'orchestre belge († 1877).
  - Charles F. Escher, musicien, facteur de pianos et éditeur américain († 12 mars 1903).
  - Eugène Laville, peintre français († 6 novembre 1869).
  - Sani ol molk, peintre et illustrateur de livres perse  († 1866).

## Décès en 1814
- 21 janvier : Jacques-Henri Bernardin de Saint-Pierre, écrivain et botaniste français (° 19 janvier 1737).
- 28 janvier : Pierre Lacour, peintre français (° 14 avril 1745).
- 29 janvier : Johann Gottlieb Fichte, philosophe allemand et précepteur, défenseur d’une théorie idéaliste du réel et de l’action morale (° 19 mai 1762).

- 27 février : Julien Louis Geoffroy, critique littéraire français (° 17 août 1743).

- 14 mars : Jean-Marie-Joseph Ingres, sculpteur, peintre et décorateur d'intérieur français (° 1754).
- 31 mars : Pierre Sonnerat, naturaliste et explorateur français (° 18 août 1748).

- 10 avril : Éloi Charlemagne Taupin général français (° 17 août 1767).
- 25 avril : Louis Sébastien Mercier, écrivain (° 6 juin 1740).

- 8 mai : Louis Huguet-Chateau, général français du Premier Empire et héros des guerres napoléoniennes (° 5 mars 1779).
- 21 mai : Ignacio Jordán Claudio de Asso y del Rio, naturaliste, juriste et historien espagnol (° 4 juin 1742).
- 29 mai : Joséphine de Beauharnais, femme de Napoléon Bonaparte (° 23 juin 1763).

- 22 juin : Francesco Celebrano, peintre et sculpteur italien (° 27 mars 1729).

- 21 août : Antonio Carnicero Mancio, peintre espagnol (° 10 janvier 1748).

- 1er septembre : Erik Tulindberg, compositeur de musique classique finlandais (° 22 février 1761).
- 8 septembre : Thomas Spence, homme politique et écrivain britannique (° 21 juin 1750).

- 1er octobre : Guillaume-Antoine Olivier, naturaliste et entomologiste français (° 19 janvier 1756).
- 24 novembre : Mary Black, femme peintre anglaise (° 1737).

- 2 décembre : Marquis de Sade, écrivain français (° 2 juin 1740).
- 10 décembre : José Ángel Lamas, compositeur vénézuélien (° 2 août 1775).
- 13 décembre :
  - Charles-Joseph de Ligne, 7e prince de Ligne, prince d’Amblise et prince du Saint-Empire, grand d'Espagne (° 23 mai 1735).
  - Jean-Baptiste Broussier, général français (° 10 mars 1766).

- Date inconnue :
  - Joseph Harris, organiste et compositeur anglais (° vers 1745).